# Alpherakya pilgram
Plebejus pilgram is een vlinder uit de familie van de Lycaenidae. De wetenschappelijke naam van de soort is voor het eerst gepubliceerd in 1997 door Bálint & Johnson. Voor dit taxon is ook de naam Lycaena serica Grum-Grshimailo, 1902 in gebruik geweest. Dat was echter een later homoniem van Lycaena knysna serica C. Felder, 1862 (nu Zizeeria knysna serica).